# 1866 Sísifo
Sísifo (asteroide 1866, com a designação provisória 1972 XA) é um asteroide cruzador de Marte. Possui uma excentricidade de .5384437168221898 e uma inclinação de 41.1933º.
Este asteroide foi descoberto no dia 5 de dezembro de 1972 por Paul Wild.
Este asteroide recebeu este nome em homenagem ao personagem Sísifo da mitologia grega.